# Bihar

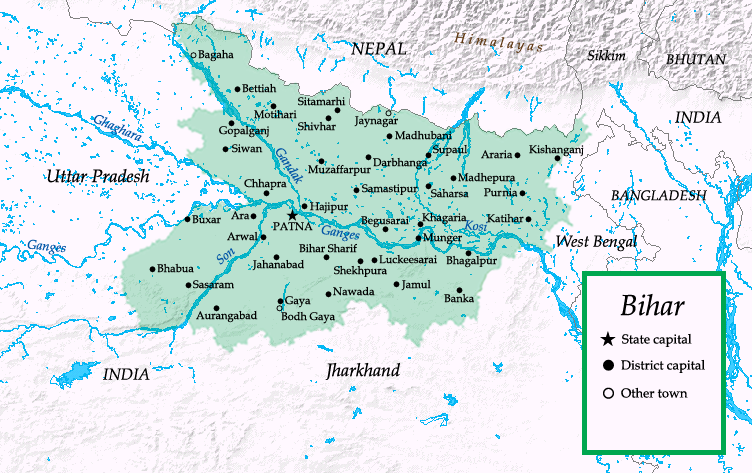
Karte Bihars

Bihar (Hindi: बिहार, Urdu: بہار  Bihār [bɪˈhɑːr]) ist ein indischer Bundesstaat mit einer Fläche von 94.163 km² und rund 104 Millionen Einwohnern (Volkszählung 2011). Seine Hauptstadt ist Patna, das antike Pataliputra. Bihar gilt als ärmster und sozioökonomisch am geringsten entwickelter Bundesstaat Indiens.

## Geographie
Bihar grenzt an die Bundesstaaten Uttar Pradesh (Westen), Jharkhand (Süden) und Westbengalen sowie im Norden an Nepal.
Der Bundesstaat ist jedes Jahr von Monsunregenfällen betroffen, wodurch oft mehrere Millionen Menschen durch Überschwemmungen in Mitleidenschaft gezogen werden.

### Größte Städte
(Stand: Volkszählung 2011)
|                                                   | Stadt       | Einwohner |    |                 | Stadt   | Einwohner |
| 1                                                 | Patna       | 1.683.200 | 8  | Arrah           | 261.099 |           |
| 2                                                 | Gaya        | 463.454   | 9  | Begusarai       | 251.136 |           |
| 3                                                 | Bhagalpur   | 398.138   | 10 | Katihar         | 225.982 |           |
| 4                                                 | Muzaffarpur | 351.838   | 11 | Munger          | 213.101 |           |
| 5                                                 | Biharsharif | 296.889   | 12 | Chhapra         | 201.597 |           |
| 6                                                 | Darbhanga   | 294.116   | 13 | Dinapur Nizamat | 182.241 |           |
| 7                                                 | Purnia      | 280.547   | 14 | Saharsa         | 155.175 |           |
| Quelle: Census of India 2011. (PDF-Datei; 151 kB) |             |           |    |                 |         |           |

## Bevölkerung

### Demografie

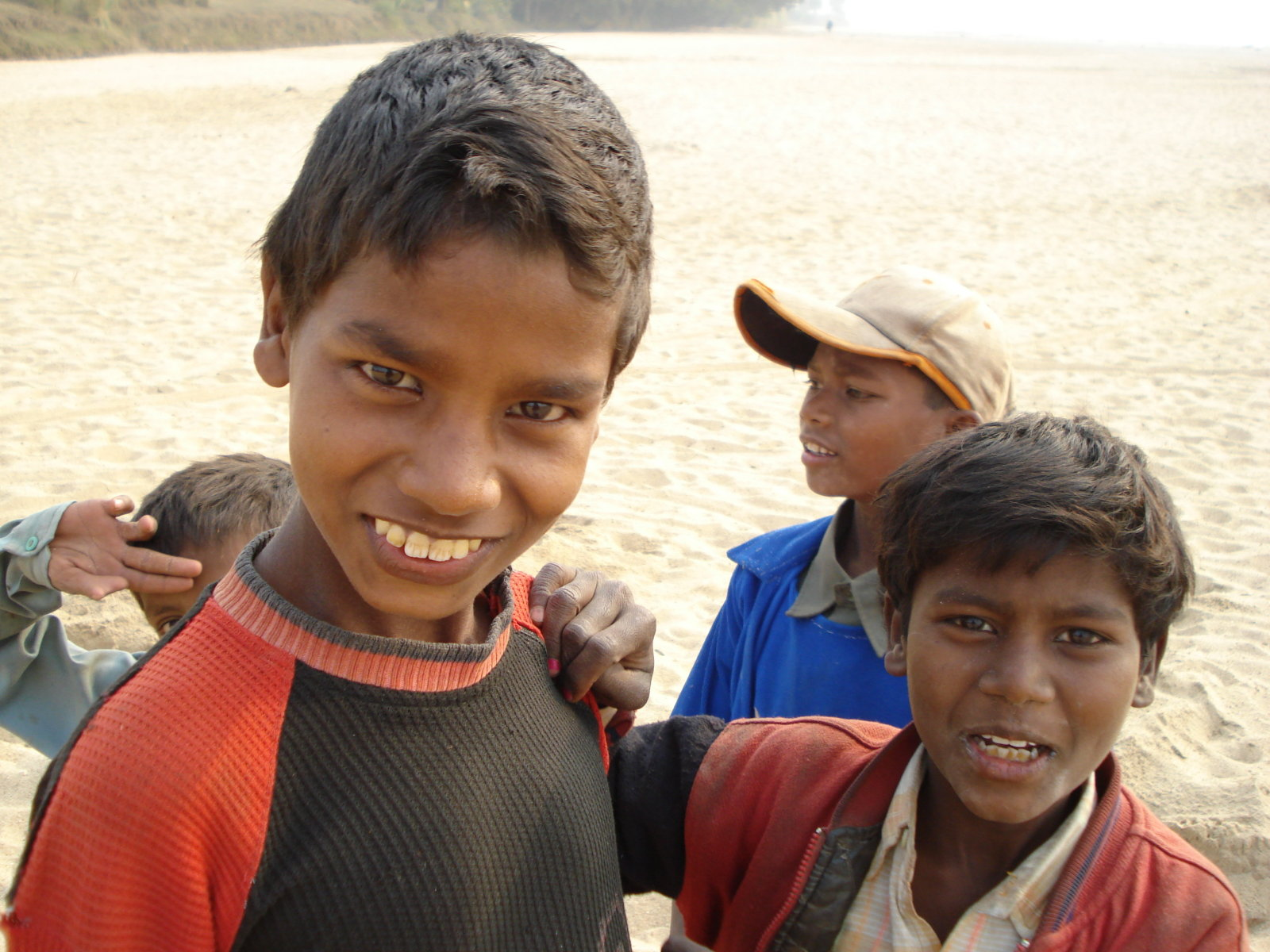
Kinder in einem Dorf in Bihar

Laut der indischen Volkszählung 2011 hatte Bihar 103.804.637 Einwohner. Gemessen an der Einwohnerzahl ist Bihar nach Uttar Pradesh und Maharashtra der drittgrößte Bundesstaat Indiens. Die Einwohnerzahl ist stark ansteigend: Zwischen 2001 und 2011 nahm sie um 25,1 Prozent zu. Damit gehört die Wachstumsrate zu den höchsten aller Bundesstaaten Indiens und liegt über dem Landesdurchschnitt von 17,6 Prozent im Vergleichszeitraum. Bihar ist äußerst dicht besiedelt: Auf einem Quadratkilometer leben durchschnittlich 1102 Menschen. Die Bevölkerungsdichte ist damit die höchste der indischen Bundesstaaten und fast dreimal so hoch wie der gesamtindische Durchschnitt von 382 Einwohnern pro Quadratkilometer. Dabei konzentriert sich ein großer Teil der Bevölkerung auf die ländlichen Gebiete: Nur 11,3 Prozent der Einwohner Bihars leben in Städten. Der Urbanisierungsgrad ist damit einer der niedrigsten Indiens und deutlich niedriger als der Landesdurchschnitt von 31,2 Prozent.
Bihar gehört zu den ärmsten und rückständigsten Gegenden Indiens. So ist die Alphabetisierungsrate die niedrigste aller indischen Bundesstaaten: Nur 63,8 Prozent der Einwohner Bihars können lesen und schreiben (Männer 73,4 Prozent, Frauen 53,3 Prozent), während der gesamtindische Durchschnitt 74,0 Prozent beträgt. Allerdings sind hier deutliche Verbesserungen zu verzeichnen. Die Alphabetisierungsrate stieg zwischen 2001 und 2011 von 47,0 % auf 63,8 % (+16,8 %) – der stärkste Anstieg unter allen indischen Flächenstaaten. Problematisch sind gezielte Abtreibungen weiblicher Föten, die zu einem verzerrten Geschlechterverhältnis führen. So kommen in Bihar auf 1000 Männer nur 916 Frauen. Im Zeitraum von 2010 bis 2014 betrug die durchschnittliche Lebenserwartung 68,1 Jahre (der indische Durchschnitt betrug 67,9 Jahre). Die Fertilitätsrate betrug 3,37 Kinder pro Frau (Stand: 2016) während der indische Durchschnitt im selben Jahr bei 2,23 Kinder lag. Bihar hatte damit die höchste Geburtenrate unter allen Staaten Indiens.

#### Bevölkerungsentwicklung
Zensusbevölkerung von Bihar (in den heutigen Grenzen) seit der ersten Volkszählung im Jahr 1951.
| Zensusjahr | Einwohnerzahl |
| ---------- | ------------- |
| 1951       | 29.085.900    |
| 1961       | 34.841.490    |
| 1971       | 42.126.800    |
| 1981       | 52.303.000    |
| 1991       | 64.531.200    |
| 2001       | 82.879.910    |
| 2011       | 103.804.630   |

### Sprachen
Die Amtssprache Bihars ist Hindi. Laut dem indischen Zensus von 2001 sprechen 73 Prozent der Bevölkerung Bihars Hindi als Muttersprache. Tatsächlich handelt es sich aber größtenteils um Sprecher von Sprachen aus der Bihari-Gruppe (hauptsächlich Bhojpuri und Magahi). Diese nah mit dem Hindi verwandten Regionalsprachen werden von der indischen Regierung offiziell als Hindi-Dialekte gezählt. Maithili, das linguistisch ebenfalls zu den Bihari-Sprachen gehört, gilt dagegen seit 2003 nicht mehr als Hindi-Dialekt, sondern als eigenständige Sprache und ist als eine von 22 Nationalsprachen Indiens anerkannt worden. In Bihar wird Maithili von 14 Prozent der Bevölkerung gesprochen. Unter den Muslimen Bihars ist Urdu, die in arabischer Schrift geschriebene muslimische Variante des Hindi, mit 11 Prozent verbreitet. Alle erwähnten Sprachen gehören der indoarischen Sprachgruppe an. Eine kleinere Gruppe von Stammesangehörigen (Adivasi) im Grenzgebiet zu Jharkhand spricht die Munda-Sprache Santali, dessen Sprecher 0,5 Prozent der Gesamtbevölkerung ausmachen. Englisch ist wie in ganz Indien als Verkehrs- und Bildungssprache allgegenwärtig.

### Religionen
Nach der Volkszählung 2011 sind 83 Prozent der Einwohner Bihars Hindus. Daneben gibt es eine größere Minderheit von Muslimen, die 17 Prozent der Bevölkerung ausmachen. Übrige Religionen sind mit einem Anteil von 0,4 Prozent praktisch nicht präsent.

## Geschichte

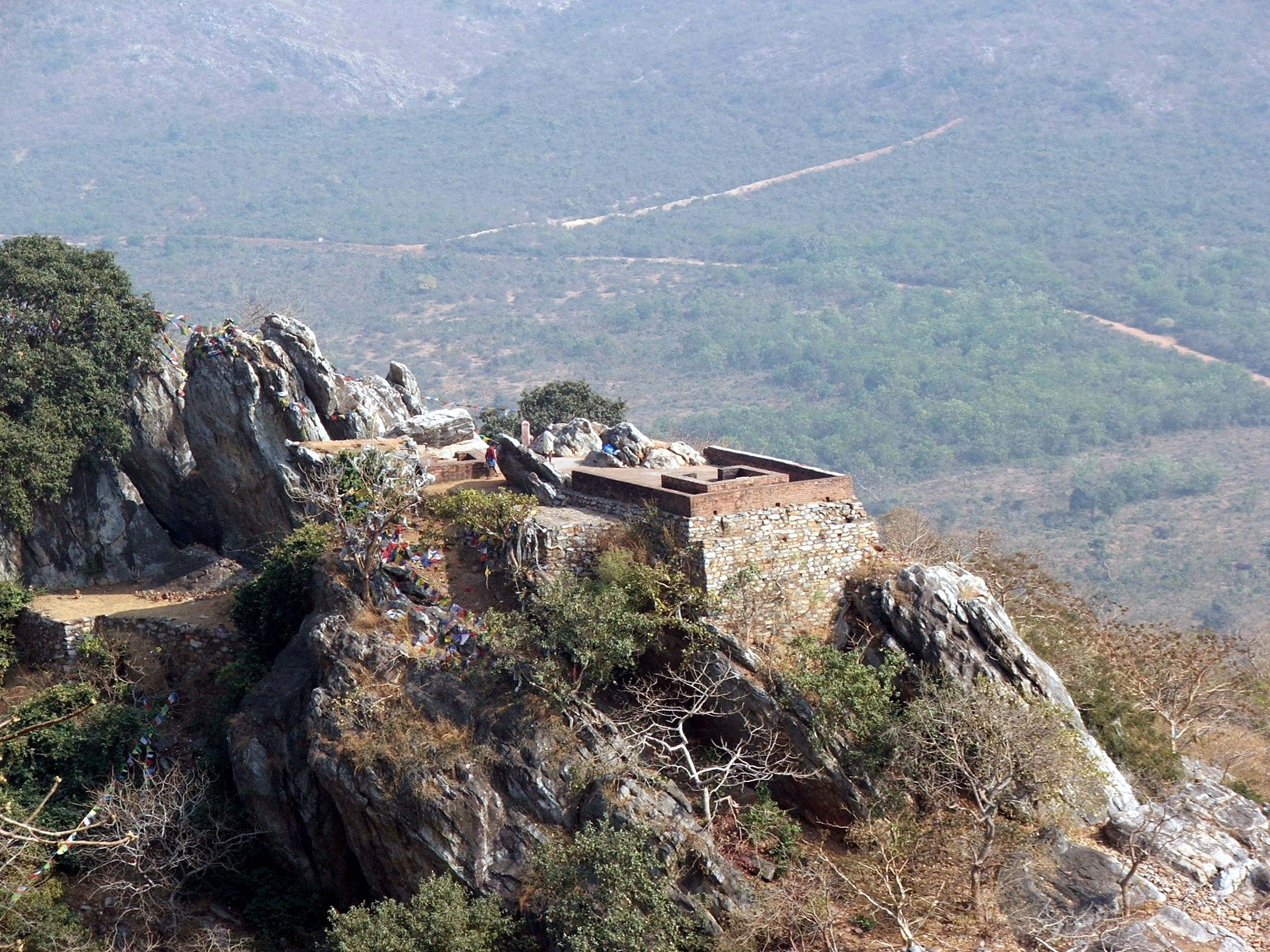
Der „Geierberg“ nahe Rajgir war eine frühe Aufenthalts- und Meditationsstätte des Buddha und ist daher ein Ziel buddhistischer Pilger

Bihar bildete im Mittelalter ein eigenes, mächtiges Reich und wurde nach 1525 dem Mogulreich einverleibt, von diesem aber 1765 an die Englische Ostindien-Kompanie abgetreten. Es entsprach damals seiner Lage nach dem alten Reich Magadha (mit der Hauptstadt Pataliputra), wo der Stifter des Buddhismus im 6. Jh. v. Chr. zuerst seine Lehre vortrug und das somit der älteste und lange Zeit hauptsächlichste Sitz der buddhistischen Religion war. Diesem Umstand verdankt die Landschaft ihre Bedeutung. Die schönsten Gebäude und religiösen Denkmäler zierten sie; später sind sie verfallen, und die von Schlinggewächsen überzogenen Ruinen konnten teilweise nur mit Mühe wieder aufgefunden werden, da der Brahmanismus, der hier seit dem 8. Jh. n. Chr. den Buddhismus verdrängte, alle Zeugen des Glanzes der früheren Religion vernichtete.
Im 18. Jahrhundert begann, ausgehend vom benachbarten Bengalen, die Herrschaft der Britischen Ostindien-Kompanie. Das Gebiet des heutigen Bihar wurde administrativ zunächst der Präsidentschaft Bengalen angegliedert und 1912 Teil der Provinz Bihar und Orissa. Im Jahr 1936 wurde das Gebiet Orissas als eigene Provinz herausgelöst. Nach der Unabhängigkeit Indiens 1947 und dem Inkrafttreten der indischen Verfassung 1950 wurde Bihar ein Bundesstaat. 1956 mussten im States Reorganisation Act kleinere bengalischsprachige Grenzgebiete an den benachbarten Bundesstaat Westbengalen abgetreten werden. Nachdem es schon seit längerem Abspaltungsbestrebungen gegeben hatte, wurde der südliche Teil Bihars am 15. November 2000 ausgegliedert und unter dem Namen Jharkhand ein neuer Bundesstaat.
Seit Jahren ist die Situation in Bihar von gewalttätigen Auseinandersetzungen zwischen den Milizen verschiedener politischer Parteien, Privatarmeen der Großgrundbesitzer und maoistischen Rebellen geprägt.
Durch eine Pockenepidemie starben 1974 25.000 Menschen in Bihar.
Seit April 2016 gilt in ganz Bihar ein striktes Alkoholverbot. Herstellung, Abfüllung, Verkauf, Besitz und Genuss von alkoholischen Getränken ist strengstens untersagt, ebenso Anbau, Verarbeitung und Verkauf aller Sorten von Hanf. Zuwiderhandlungen werden mit mindestens zehn Jahren Gefängnis sowie einer Geldstrafe von mindestens 100.000 Rupien (damals 1.185 €) bestraft.
2021 wurden über 75.000 Personen deswegen verhaftet, 13.839 Autos beschlagnahmt und 253 Personen gerichtlich verurteilt Dies steht im scharfen Gegensatz zum Nachbarstaat Uttar Pradesh, in dem Alkoholproduktion und -verkauf ein schnell wachsender Wirtschaftszweig ist und Cannabisprodukte nicht nur in lizenzierten Läden frei erhältlich sind, sondern auch eine religiöse Bedeutung haben, besonders zu Holi. Seit Juli 2016 wird auch die Verwendung von Messwein in christlichen Kirchen nicht mehr geduldet.

## Naturkatastrophen

Hochwassergefährdete Gebiete Indiens

Ende August 2008 kam es nach wochenlangen Monsunregenfällen und einem großen Deichbruch am Oberlauf des Flusses Koshi in Nepal zu großflächigen Überschwemmungen. Durch die Überschwemmungen in über 1600 Dörfern des Bundesstaates sind über 1,2 Millionen Menschen obdachlos geworden und hunderte Menschen umgekommen. Indiens Premierminister Manmohan Singh bezeichnete die Überschwemmungen als „nationale Katastrophe“ und mobilisierte über 5000 Soldaten zur Evakuierung von über 90.000 Menschen. Er sagte Hilfslieferungen von 125.000 Tonnen Getreide und Finanzhilfen von umgerechnet etwa 155 Millionen Euro zu.

## Politik

### Politisches System
Die Legislative besteht aus einem Zweikammernparlament – Vidhan Sabha (Unterhaus) und Vidhan Parishad (Oberhaus). Die 243 Abgeordneten der Vidhan Sabha werden in ebenso vielen Wahlkreisen nach relativem Mehrheitswahlrecht für 5 Jahre gewählt. Scheidet ein Abgeordneter vorzeitig aus, erfolgt eine Nachwahl. Ein weiterer Abgeordneter wird als Vertreter der anglo-indischen Minderheit vom Gouverneur ernannt.

### Parteien
Bis etwa Anfang der 1990er Jahre war die Politik Bihars wesentlich von der Kongresspartei (INC) dominiert. Nach der Gründung der Janata Dal 1988 gewann diese im Bundesstaat die Mehrheit. In den 1990er Jahren zerfiel die Janata Dal in zahlreiche Nachfolgeparteien. Zwei dieser Parteien, die Janata Dal (United) (JD(U)) und die Rashtriya Janata Dal (RJD) sind seitdem die wichtigsten politischen Parteien in Bihar und haben sich in unregelmäßigen Abständen an der Regierung abgewechselt. Beide Parteien sind relativ stark von Kasten- und Klienteldenken geprägt. Daneben spielt auch die Bharatiya Janata Party (BJP) eine wichtige Rolle. Das politische Gewicht der Kongresspartei hat dagegen deutlich abgenommen. Eine kleine Rolle spielen auch kommunistische Parteien (Communist Party of India CPI, Communist Party of India (Marxist-Leninist) Liberation CPI(ML)L, Communist Party of India (Marxist) CPI(M)). Zwischen 1998 und 2013 waren JD(U) und BJP im Rahmen der National Democratic Alliance verbündet, während die RJD sich zeitweilig mit der Kongresspartei assoziierte. 2013 zerbrach das Bündnis von BJP und JD(U) und beide gingen getrennte Wege.
Bei der Wahl zum Parlament von Bihar 2015, die an fünf einzelnen Tagen zwischen dem 12. Oktober und 5. November 2015 stattfand, traten RJD, Kongresspartei und JD(U) in einem Bündnis, der „Grand Alliance“ gegen die BJP an und gewannen die Wahl. Chief Minister wurde ab dem 22. Februar 2015 Nitish Kumar (JD(U)), der dieses Amt bereits mehrfach bekleidet hatte. Diese Koalition zerbrach allerdings Ende Juli 2017 und es bildete sich eine neue Koalition aus JD(U), BJP und der kleinen Lok Janshakti Party (LJP). Der Chief Minister blieb der alte.
Bei der Parlamentswahl 2020 in Bihar, die auf drei Tage verteilt am 28. Oktober, sowie 3. und 7. November 2020 unter den Bedingungen der COVID-19-Pandemie standfand, standen sich mehrere Gruppierungen und Parteien gegenüber. Zum einen waren dies die NDA-Koalition aus BJP, JD(U) und kleineren Parteien (Hindustani Awam Morcha (Secular) – HAM(S), Vikassheel Insaan Party – VIP), zum anderen eine „Große Allianz“ (Mahagathbandan) aus RJD, Kongresspartei und den drei kommunistischen Parteien CPI, CPI(ML)L und CPI(M). Die NDA-Allianz gewann 125 Mandate und damit die Mehrheit, die Große Allianz gewann 110 Mandate. Die Kommunisten, darunter insbesondere die CPI(ML)L gewannen deutlich hinzu, erhielten zusammen 4,6 % der Wählerstimmen und 16 Wahlkreise (6,6 %). Bemerkenswert war auch das relativ gute Abschneiden der islamischen All India Majlis-e-Ittehadul Muslimeen (AIMIM), die zuvor in Bihar gar keine Rolle spielte. AIMIM gewann im östlichen Landesteil Seemanchal fünf Sitze. In elf Wahlkreisen fiel das Ergebnis mit weniger als 1000 Wählerstimmen Unterschied zwischen dem erst- und zweitplatzierten Kandidaten sehr knapp aus. Am 16. November 2020 wurde Nitish Kumar für eine erneute Amtszeit als Chief Minister vereidigt.

## Verwaltungsgliederung

Distriktkarte (Nummerierung wie in der nebenstehenden Tabelle)

Karte der neun Divisionen Bihars

Der Bundesstaat Bihar ist in 38 Distrikte und 9 Divisionen (Patna, Tirhut, Saran, Darbhanga, Kosi, Purnia, Bhagalpur, Munger und Magadh) untergliedert (Einwohnerzahl und Bevölkerungsdichte nach der Volkszählung 2011):
| Distrikt | Distrikt           | Verwaltungs- sitz | Fläche (km²) | Einwohner (2011) | Bev.- dichte  |
| -------- | ------------------ | ----------------- | ------------ | ---------------- | ------------- |
| 1        | Araria             | Araria            | 2.829        | 2.806.200        | 992 Ew./km²   |
| 2        | Arwal              | Arwal             | 637          | 699.563          | 1.099 Ew./km² |
| 3        | Aurangabad         | Aurangabad        | 3.304        | 2.511.243        | 760 Ew./km²   |
| 4        | Banka              | Banka             | 3.020        | 2.029.339        | 672 Ew./km²   |
| 5        | Begusarai          | Begusarai         | 1.918        | 2.954.367        | 1.540 Ew./km² |
| 6        | Bhagalpur          | Bhagalpur         | 2.570        | 3.032.226        | 1.180 Ew./km² |
| 7        | Bhojpur            | Arrah             | 2.395        | 2.720.155        | 1.136 Ew./km² |
| 8        | Buxar              | Buxar             | 1.703        | 1.707.643        | 1.003 Ew./km² |
| 9        | Darbhanga          | Darbhanga         | 2.279        | 3.937.385        | 1.721 Ew./km² |
| 10       | Gaya               | Gaya              | 4.977        | 4.379.383        | 880 Ew./km²   |
| 11       | Gopalganj          | Gopalganj         | 2.033        | 2.558.037        | 1.258 Ew./km² |
| 12       | Jamui              | Jamui             | 3.097        | 1.756.078        | 567 Ew./km²   |
| 13       | Jehanabad          | Jehanabad         | 932          | 1.124.176        | 1.206 Ew./km² |
| 14       | Kaimur             | Bhabua            | 3.334        | 1.626.900        | 488 Ew./km²   |
| 15       | Katihar            | Katihar           | 3.056        | 3.068.149        | 1.004 Ew./km² |
| 16       | Khagaria           | Khagaria          | 1.487        | 1.657.599        | 1.115 Ew./km² |
| 17       | Kishanganj         | Kishanganj        | 1.883        | 1.690.948        | 898 Ew./km²   |
| 18       | Lakhisarai         | Lakhisarai        | 1.228        | 1.000.717        | 815 Ew./km²   |
| 19       | Madhepura          | Madhepura         | 1.787        | 1.994.618        | 1.116 Ew./km² |
| 20       | Madhubani          | Madhubani         | 3.500        | 4.476.044        | 1.279 Ew./km² |
| 21       | Munger             | Munger            | 1.419        | 1.359.054        | 958 Ew./km²   |
| 22       | Muzaffarpur        | Muzaffarpur       | 3.173        | 4.778.610        | 1.506 Ew./km² |
| 23       | Nalanda            | Biharsharif       | 2.355        | 2.872.523        | 1.220 Ew./km² |
| 24       | Nawada             | Nawada            | 2.493        | 2.216.653        | 889 Ew./km²   |
| 25       | Pashchim Champaran | Bettiah           | 5.230        | 3.922.780        | 750 Ew./km²   |
| 26       | Patna              | Patna             | 3.202        | 5.772.804        | 1.803 Ew./km² |
| 27       | Purba Champaran    | Motihari          | 3.968        | 5.082.868        | 1.281 Ew./km² |
| 28       | Purnia             | Purnia            | 3.228        | 3.273.127        | 1.014 Ew./km² |
| 29       | Rohtas             | Sasaram           | 3.934        | 2.962.593        | 753 Ew./km²   |
| 30       | Saharsa            | Saharsa           | 1.686        | 1.897.102        | 1.125 Ew./km² |
| 31       | Samastipur         | Samastipur        | 2.904        | 4.254.782        | 1.465 Ew./km² |
| 32       | Saran              | Chhapra           | 2.641        | 3.943.098        | 1.493 Ew./km² |
| 33       | Sheikhpura         | Sheikhpura        | 689          | 634.927          | 922 Ew./km²   |
| 34       | Sheohar            | Sheohar           | 349          | 656.916          | 1.882 Ew./km² |
| 35       | Sitamarhi          | Dumra             | 2.294        | 3.419.622        | 1.491 Ew./km² |
| 36       | Siwan              | Siwan             | 2.220        | 3.318.176        | 1.495 Ew./km² |
| 37       | Supaul             | Supaul            | 2.425        | 2.228.397        | 919 Ew./km²   |
| 38       | Vaishali           | Hajipur           | 2.036        | 3.495.249        | 1.717 Ew./km² |

## Wirtschaft

Wirtschaftskraft der Distrikte Bihars (Pro-Kopf-Bruttoinlandsprodukt in Rupien 2011-12)

Bihar zählt zu den ärmsten indischen Bundesstaaten. Das Pro-Kopf-Einkommen betrug 2015–2016 26.801 Rupien, was nur etwa einem Drittel des indischen Mittelwerts (77.435 Rp.) entsprach und womit der Bundesstaat an letzter Stelle in Indien lag. Trotz hohem Wirtschaftswachstum hat der Abstand zu den anderen Bundesstaaten in den letzten Jahren kaum abgenommen. Das Bruttoinlandsprodukt (zu Preisen 2011–12) belief sich 2015 auf 3,143 Billionen Rupien (ca. 44 Mrd. Euro), wozu der Primärsektor 18,3 Prozent, der Sekundärsektor 18,1 Prozent und der Tertiärsektor 59,9 Prozent beisteuerte. In den letzten Jahren nahm der Anteil des Primärsektors ab und der des Tertiärsektors entsprechend zu. Innerhalb Bihars gibt es eine erhebliche wirtschaftliche Ungleichheit. Die drei wohlhabendsten Distrikte waren 2007-12 Patna, Munger und Begusarai, die drei ärmsten waren Madhepura, Supaul und Sheohar.
Mit einem Wert von 0,551 belegte Bihar 2015 den letzten Platz unter den 29 Bundesstaaten und Unionsterritorien Indiens im Index der menschlichen Entwicklung.

### Landwirtschaft

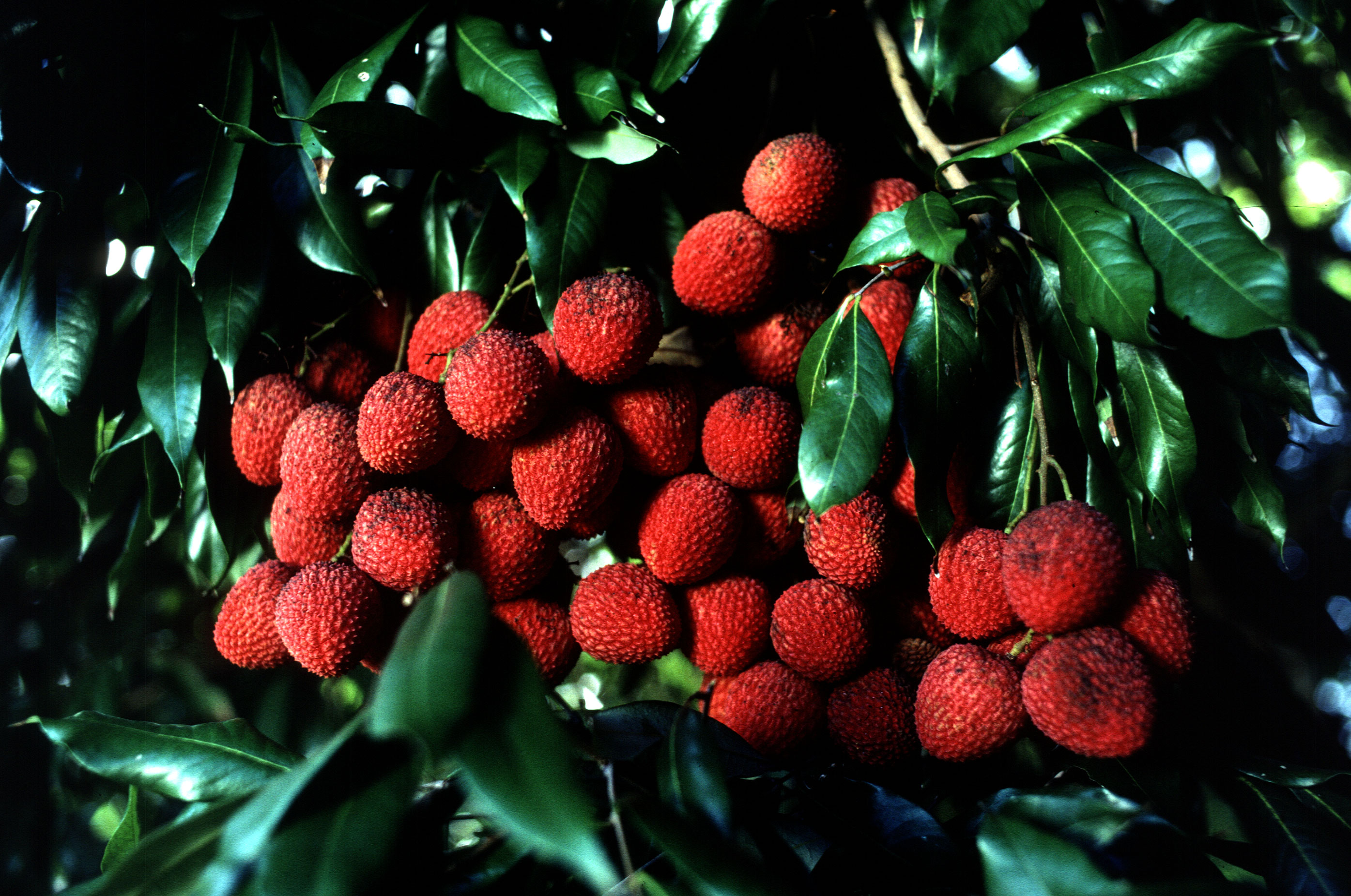
Bihar ist der größte Litschi-Produzent unter den Bundesstaaten Indiens

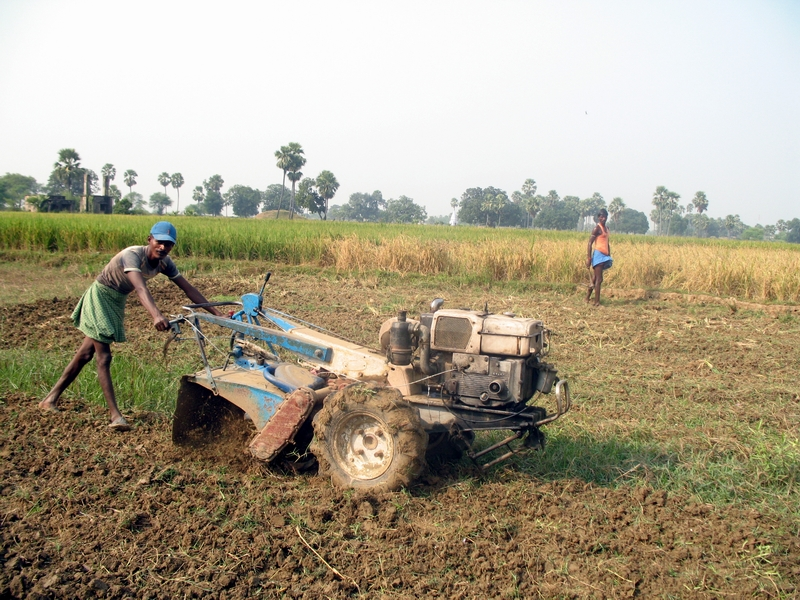
Landarbeiter in Bihar

In den Jahren 2013 und 2014 wurden 56,1 Prozent der Landesfläche landwirtschaftlich genutzt. Die Schwemmlandböden der Gangesebene geben außerordentlich fruchtbare Böden ab und liefern hohe Erträge. Die Landwirtschaft Bihars ist stark von Subsistenzwirtschaft geprägt. Auf mehr als 90 % der landwirtschaftlich genutzten Böden werden verschiedene Getreide angebaut. Die Jahresproduktion betrug im Jahr 2015–16 etwa 6,8 Millionen Tonnen (Mt) Reis, 4,7 Mt Weizen, 2,5 Mt Mais, 420.000 Tonnen Hülsenfrüchte, 130.000 Tonnen Ölsaaten und 119.100 Tonnen Zuckerrohr. Etwa 14,3 Millionen Tonnen Gemüse wurden im Jahr 2015–16 geerntet, davon 6,3 Mt Kartoffeln, 1,2 Mt Zwiebeln, 1,1 Mt Auberginen, 1 Mt Tomaten, 1 Mt Blumenkohl, 763.000 t Okra (Bhindi), 720.000 t Weißkohl, 630.000 t Flaschenkürbis, 247.000 t Garten-Rettich. Bihar ist der größte Produzent von Gemüse in Indien. Die Produktionszahlen für die hauptsächlich angebauten Früchte in Bihar waren im selben Jahr: 1535 Tausend Tonnen (kt) Bananen, 1465 kt Mangos, 370 kt Guaven, 198 kt Litschi, 129 kt Zitronen, 116 kt Ananas, 53 kt Papaya und 14 kt Amla. Die Waldfläche in Bihar liegt mit 6,6 Prozent der Landesfläche deutlich unter dem indischen Durchschnitt. Für die Landwirtschaft ist die Bewässerung von großer Bedeutung, da die durchschnittliche Regenmenge zwar groß ist, jedoch zwischen den Jahren stark schwanken kann und der Niederschlag ganz überwiegend (zu mehr als 80 Prozent) in der Zeit des Südwestmonsuns fällt, während die restliche Jahreszeit relativ trocken ist. Nach Planungen der Regierung Bihars soll die Gesamtfläche bewässerten Landes auf 10,2 Millionen Hektar anwachsen.
Seit etwa dem Jahr 2000 hat auch der Teeanbau in Bihar zugenommen. Anbaugebiet ist der Distrikt Kishanganj, wo Tee auf 50.000 acres geerntet wird. Die Jahresproduktion beträgt ca. 2.300 Tonnen (2015).
In der Nutztierhaltung hat die Produktion von Milch (8,2 Mt), Eiern (1 Mrd.) und Fischen (0,5 Mt; Zahlen alle für 2015-16) stark zugenommen. Dies erfolgte parallel zur Zunahme der Nutztierhaltung. Im Jahr 2012 wurden 32,9 Millionen Nutztiere gezählt: 12,2 Millionen Rinder, 12,1 Millionen Ziegen, 7,6 Millionen Büffel, 12,7 Millionen Geflügel, 0,65 Mio. Schweine, 0,23 Mio. Schafe, 49.000 Pferde. Durch die Regierung Bihars wird der Seidenbau gefördert. Ein traditionelles Zentrum der Seidenverarbeitung ist die Stadt Bhagalpur.

### Industrie
Mit der Abspaltung des südlichen Landesteils als neuer Bundesstaat Jharkhand im Jahr 2000 verlor Bihar den großen Teil seiner Bodenschätze und die damit zusammenhängenden (Schwer-)Industrie, die vor allem in Jharkhand angesiedelt war. Ein erheblicher Teil der im heutigen Bihar ansässigen Industrie ist mit der Verarbeitung landwirtschaftlicher Produkte befasst. Im Zeitraum 2013–14 waren dies 1036 von 3132 Fabriken. Ein wesentlicher Teil der Kleinindustrien ist nicht registriert und wird daher nicht statistisch erfasst.
Der Beitrag der Industrie zum Bruttoinlandprodukt Bihars lag mit 19,0 % (2015) deutlich unter dem indischen Durchschnitt (31,3 %). An nicht-landwirtschaftlich-basierten Industrien gibt es die Web- und Textilindustrie, die mit der Verarbeitung von Baumwolle, Seide, Wolle und Jute befasst ist und zu einem erheblichen Teil in Handarbeit als Kleinindustrie betrieben wird. Maschinelle Textilindustrie gibt es in Bhagalpur, Banka und Gaya.

### Infrastruktur und Transport

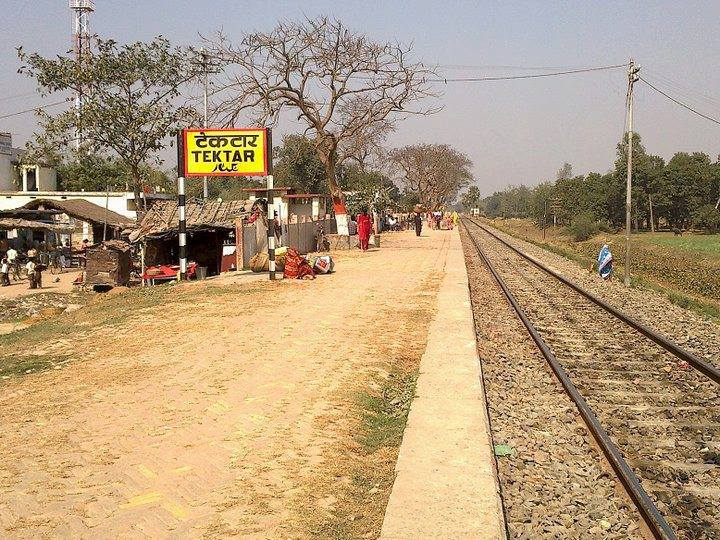
Ländliche Eisenbahnstation in Bihar

Die Regierungen Bihars haben in den letzten Jahren die Entwicklung der Infrastruktur vorangetrieben. Die Investitionen in Straßen und Brücken stiegen zwischen 2007 und 2008 von 2696 auf 7696 crore Rupien im Jahr 2016–17. Das Straßennetz umfasste im September 2016 4621 Kilometer National Highways, 4253 Kilometer State Highways und 11.054 Kilometer Haupt-Distriktstraßen. Die National Highways waren zu etwa 30 Prozent mehrspurig (> 7 Meter breit) und zu 41 Prozent zweispurig (7 Meter breit), die State Highways waren zu 78 Prozent und die Distriktstraßen zu 14 Prozent zweispurig. Den Rest machten einspurige (3,75 m) und intermediäre Straßen (5,5 m) aus.
Im Bundesstaat waren 2015 45,9 Motorkraftfahrzeuge pro 1000 Einwohner registriert (Indien gesamt: 173,5, Deutschland: 684). Öffentliche Transportdienste bietet die staatliche Bihar State Road Transport Corporation (BSRTC) an, die im Jahr 2016 350 private Busse und 141 Stadtbusse in den Patna, Gaya, Darbhanga und Chhapra betrieb. Die Zahl der Nutzer belief sich 2015–16 auf 126.000.
Im Jahr 2014 hatte Bihar 3639 Kilometer Eisenbahnen. Bezogen auf die Fläche war die Eisenbahndichte höher als im indischen Durchschnitt, bezogen auf die Bevölkerung jedoch niedriger. Der Luftverkehr ist stark zunehmend (2010-11: 9547 Flugbewegungen, 2015-16: 18.744 Flugbewegungen) und parallel dazu auch die Zahl der Flugpassagiere (2010-11: 839.000, 2015-16: 1,6 Millionen).

### Energie
Der Energieverbrauch stieg seit etlichen Jahren parallel zur wirtschaftlichen Entwicklung stark an. In den drei Jahren 2012–13 bis 2015–16, betrug die Steigerungsrate 78 Prozent. Die Planungen der Regierung sahen für 2018–19 eine Energieerzeugungskapazität von 8925 MW vor, davon 8220 MW konventionell und 705 MW (8 %) nicht-konventionelle Energien. Im März 2016 wurden 86,4 Prozent der Energie in Kohlekraftwerken erzeugt, 9,7 Prozent kamen aus Wasserkraft und 3,9 Prozent aus erneuerbaren Quellen. Der größte Teil der Energiewirtschaft befand sich in Staatsbesitz. Die Nutzung von Solarenergie ist noch in den Anfängen. 2013–16 wurden verschiedene zentrale staatliche Gebäude, unter anderem die Residenzen des Obersten Richters (Chief Justice House), des Gouverneurs (Governor House), des Chief Ministers (Chief Minister’s House) und weitere mit Solaranlagen ausgestattet sowie mehr als 10.000 solarbetriebene Straßenlampen im ganzen Staat installiert.

### Telekommunikation
Im Bereich des Telefonnetzes ist seit der Jahrtausendwende ein exponentielles Wachstum zu beobachten. Die Zahl der Telefonverbindungen nahm von 970.000 im Jahr 2001 auf 74,8 Millionen im Jahr 2016 zu. In Bihar kamen 2016 auf 1000 Einwohner 54,3 Telefone (indischer Durchschnitt: 83,4). Die indische Post verfügte im März 2015 über 9067 Postämter in Bihar.

### Tourismus
Das Potential Bihars für den Tourismus ist aufgrund der vielfachen Sehenswürdigkeiten erheblich, aber bisher nur ganz unzureichend ausgeschöpft. Im Jahr 2015 besuchten 2,9 Millionen Touristen den Bundesstaat, von denen 923.000 aus dem Ausland kamen.

## Natur

Waldanteil in Prozent in den Distrikten Bihars (2019)

Bedingt durch die dichte Besiedlung ist die Natur in Bihar sehr stark zurückgedrängt worden. Beispielsweise lag der Anteil der Waldfläche im Waldbericht des indischen Umweltministeriums 2019 mit 7,8 Prozent deutlich unter dem Durchschnitt Indiens (21,67 Prozent). Von staatlicher Seite gibt es Bestrebungen, dem durch systematische Aufforstung zu begegnen. Von 2017 bis 2019 nahm die Waldfläche in Bihar um 8 Prozent zu.
Mit Stand 1. September 2011 standen 2851,68 km² unter Naturschutz (3,03 %, gesamtindischer Durchschnitt: 4,90 %).
| Schutzgebiet | Schutzgebiet                               | Jahr der Einrichtung                      | Fläche (km²)                              |
| A            | Nationalparks                              | Nationalparks                             | Nationalparks                             |
| ------------ | ------------------------------------------ | ----------------------------------------- | ----------------------------------------- |
| 1            | Valmiki-Nationalpark                       | 1990                                      | 0.335,65                                  |
| B            | Naturschutzgebiete (Wildlife Sanctuaries)  | Naturschutzgebiete (Wildlife Sanctuaries) | Naturschutzgebiete (Wildlife Sanctuaries) |
| 1            | Barela-Jhee-Salim-Ali-Vogelschutzgebiet    | 1997                                      | 0.01,96                                   |
| 2            | Bhimbandh-Naturschutzgebiet                | 1976                                      | 0.681,99                                  |
| 3            | Gautam-Budha-Naturschutzgebiet             | 1976                                      | 0.138,34                                  |
| 4            | Kanwarjheel-Naturschutzgebiet              | 1989                                      | 0.063,11                                  |
| 5            | Kaimur-Naturschutzgebiet                   | 1979                                      | 1.342,00                                  |
| 6            | Kusheshwar-Asthan-Vogelschutzgebiet        | 1994                                      | 0.029,17                                  |
| 7            | Nagi-Damm-Naturschutzgebiet                | 1987                                      | 0.01,92                                   |
| 8            | Nakti-Damm-Naturschutzgebiet               | 1987                                      | 0.03,33                                   |
| 9            | Pant (Rajgir)-Naturschutzgebiet            | 1978                                      | 0.035,84                                  |
| 10           | Udaipur-Naturschutzgebiet                  | 1978                                      | 0.08,87                                   |
| 11           | Valmiki-Naturschutzgebiet                  | 1978                                      | 0.545,15                                  |
| 12           | Vikramshila-Gangesdelfin-Naturschutzgebiet | 1991                                      | –                                         |
| Gesamt       | Gesamt                                     | Gesamt                                    | 2.851,68                                  |